# Ittoqqortoormiit
Ittoqqortoormiit é uma pequena cidade localizada no município Sermersooq, leste da Groenlândia, ficando perto da embocadura da parte norte do fiorde Kangertittivaq. Sua população é de 364 habitantes (2024).

O nome em dinamarquês é Scoresbysund que deriva do nome do explorador William Scoresby, que foi o primeiro a mapear a região em 1822. No dialeto regional, possui o nome de Ittoqqortoormiit que significa "Habitantes da Grande Casa". A região é conhecida pela famosa vida selvagem que inclui ursos polares e baleias.

## População
A população de Ittoqqortoormiit tem estado estável nas 2 últimas décadas diminuindo ligeiramente nos últimos anos.

## Galeria

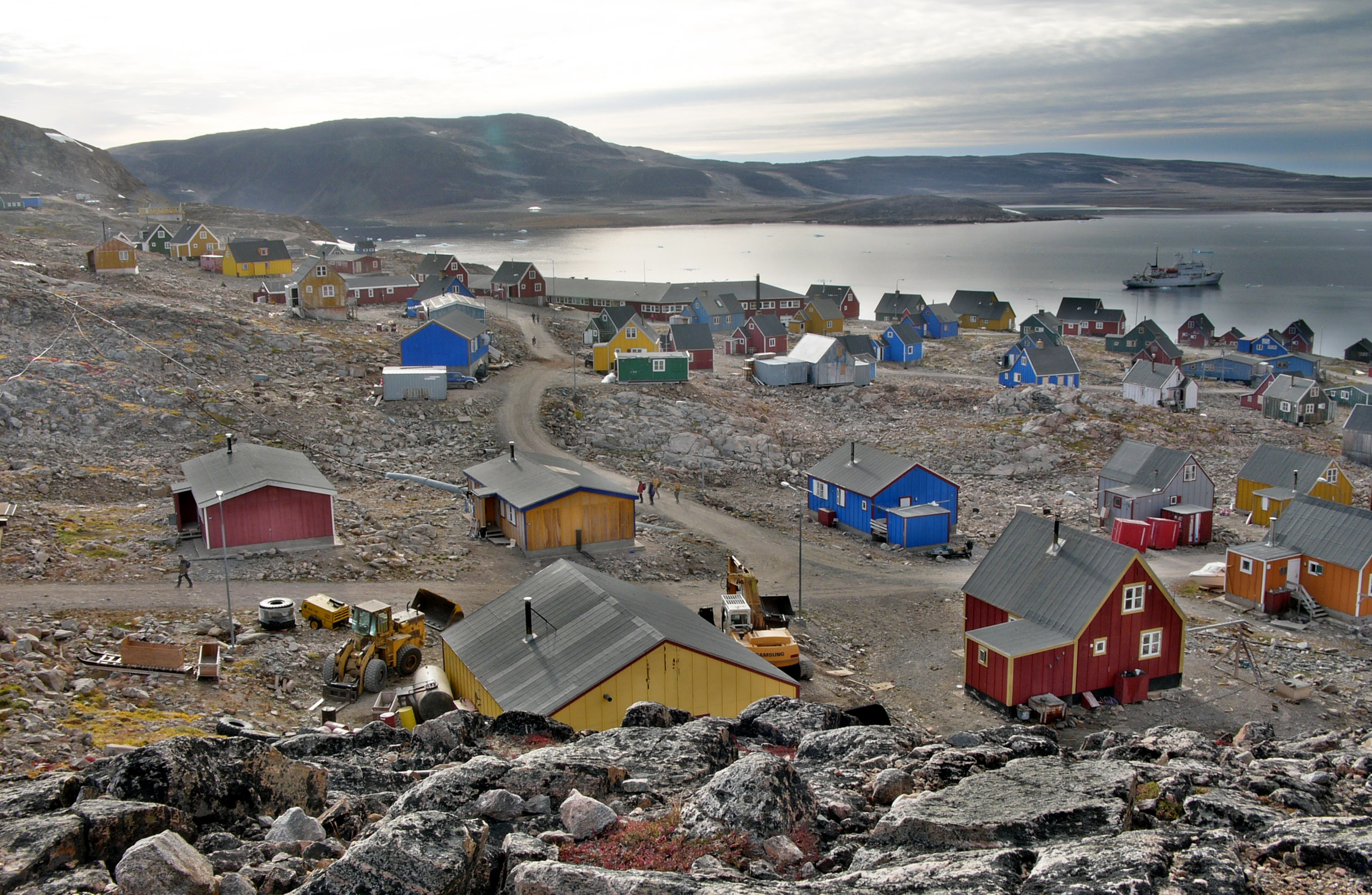
Casas típicas em Ittoqqortoormiit
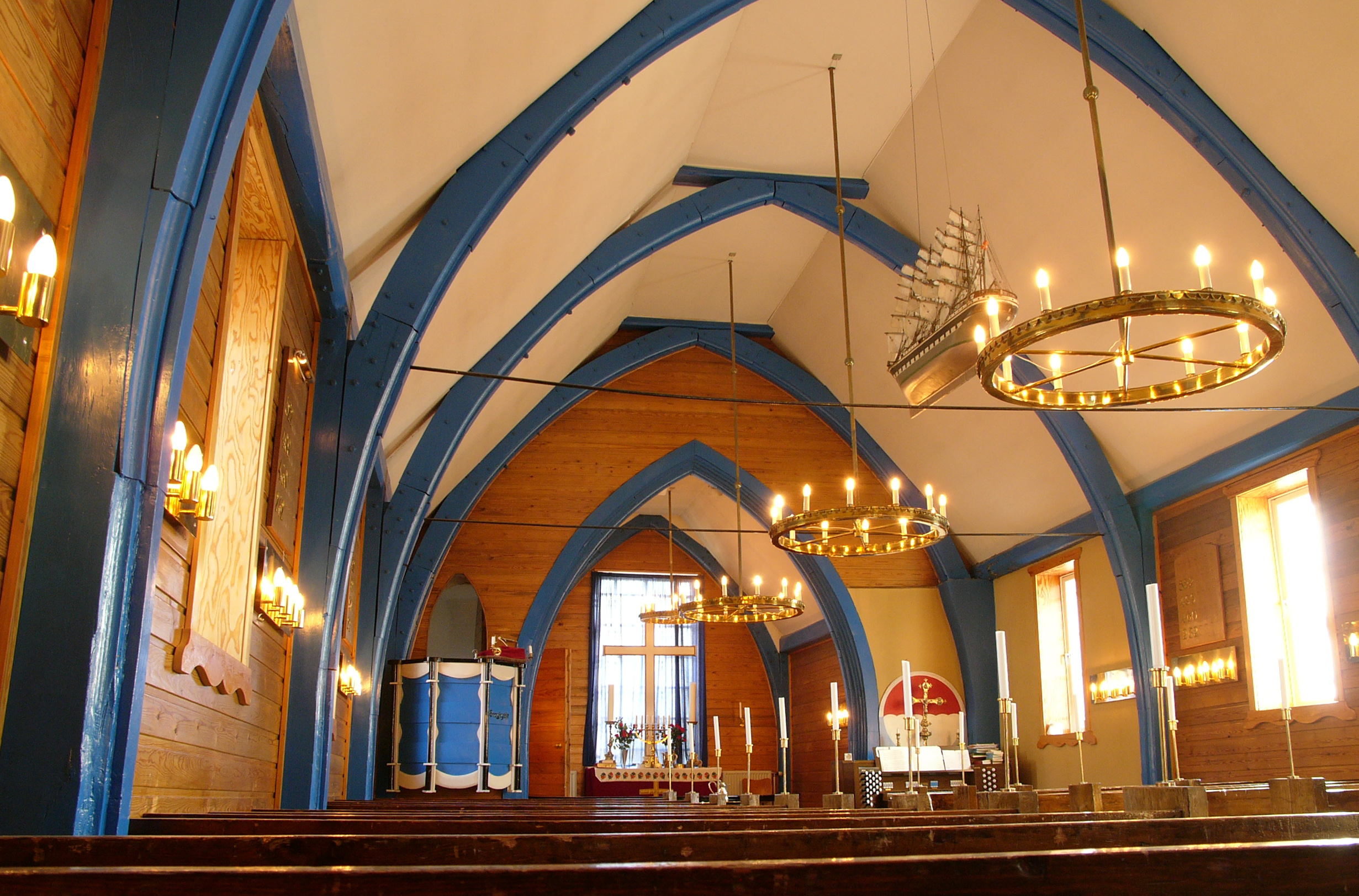
Dentro da igreja de Ittoqqortoormiit
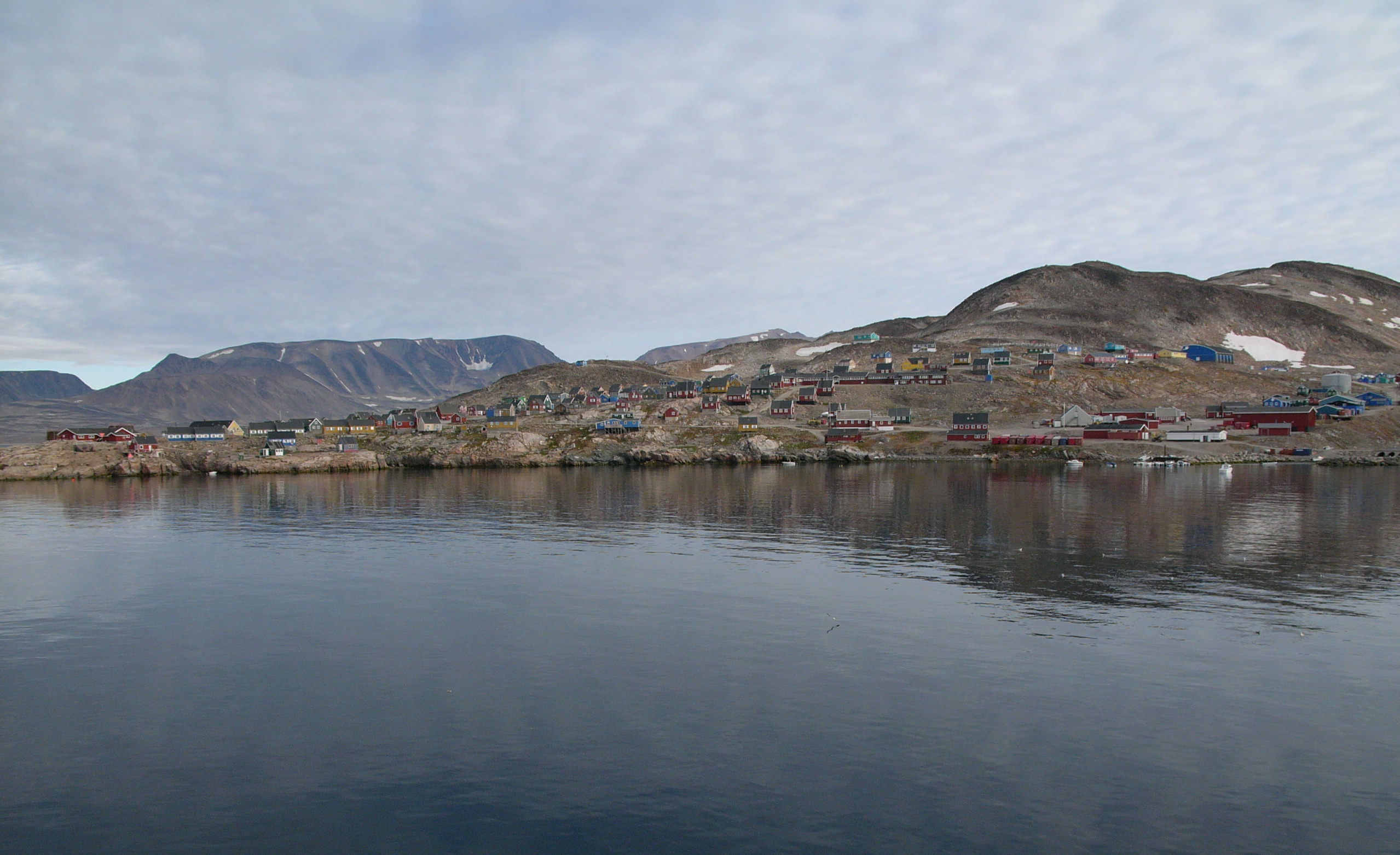
A localidade e a costa da regiäo